# 山本拓 (ゲームクリエイター)
山本 拓（やまもと たく）は、コナミデジタルエンタテインメントのゲームクリエイター、プロデューサー。現在はパワプロアプリでプロデューサーを務めている。

## 経歴
大学の情報学科を卒業しコナミに入社。『パワプロクンポケット8』にプログラマーとして携わる。その後運営ディレクターを経て『パワプロアプリ』ではプロデューサーを担当。

## 主な作品
- 実況パワフルプロ野球シリーズ
- パワプロアプリ
- パワプロクンポケットシリーズ

## 出演
- パワプロTV